# سازند ایلبیک
سازند زردکوه از سازندهای زمین‌شناسی ایران در زاگرس با سن اردویسین است. این سازند شامل حدود ۲۷۳ متر شیل و ماسه‌سنگ است که به‌طور هم‌شیب و مابین سازندهای میلا (در زیر) و زردکوه (در بالا) قرار دارد. در نواحی که سازند زردکوه وجود ندارد (کوه چالی‌شه)، مرز بالایی سازند ایلبیک با سازند فراقون (به سن پرمین) از نوع دگرشیبی است.